# Seppe Thijs
Seppe Thijs (ur. 21 października 1992) – belgijski lekkoatleta specjalizujący się w biegach sprinterskich.
W 2011 zajął 6. miejsce w sztafecie 4 × 400 metrów podczas mistrzostw Europy juniorów w Tallinnie. Dwa lata później zdobył srebro młodzieżowych mistrzostw Europy w Tampere. 
Reprezentant Belgii na drużynowych mistrzostwach Europy.
Rekordy życiowe: bieg na 400 metrów – 46,86 (6 czerwca 2015, Genewa).

## Osiągnięcia
| Rok  | Impreza                              | Miejsce | Konkurencja             | Lokata     | Wynik   |
| ---- | ------------------------------------ | ------- | ----------------------- | ---------- | ------- |
| 2011 | Mistrzostwa Europy juniorów          | Tallinn | sztafeta 4 × 400 metrów | 6. miejsce | 3:10,89 |
| 2013 | I liga drużynowych mistrzostw Europy | Dublin  | bieg na 400 metrów      | 2. miejsce | 46,96   |
| 2013 | I liga drużynowych mistrzostw Europy | Dublin  | sztafeta 4 × 400 metrów | 2. miejsce | 3:10,25 |
| 2013 | Młodzieżowe mistrzostwa Europy       | Tampere | sztafeta 4 × 400 metrów | 2. miejsce | 3:04,90 |